# HK Slavija Ljubljana
HK Slavija Ljubljana (celým názvem: Hokejski klub Slavija Ljubljana) je slovinský klub ledního hokeje, který sídlí v Lublani ve Středoslovinském regionu. Založen byl v roce 1948 pod názvem HK Rdeča Zvezda. Svůj současný název nese od roku 1962. Největším rivalem klubu byl, až do jeho zániku v roce 2017, tým HDD Olimpija Ljubljana. Od nezávislosti Slovinska hraje klub nepřetržitě v nejvyšší soutěži. Klubové barvy jsou žlutá a černá.
Své domácí zápasy odehrává v hale Drsalice Vesna s kapacitou 800 diváků.

## Historické názvy
Zdroj:
- 1948 – HK Rdeča Zvezda (Hokejski klub Rdeča Zvezda)
- 1949 – HK Papirničar Ljubljana-Vevče (Hokejski klub Papirničar Ljubljana-Vevče)
- 1962 – HK Slavija Ljubljana (Hokejski klub Slavija Ljubljana)

## Přehled ligové účasti
Zdroj:
- 1952–1953: Jugoslávská liga ledního hokeje (1. ligová úroveň v Jugoslávii)
- 1954–1955: Jugoslávská liga ledního hokeje (1. ligová úroveň v Jugoslávii)
- 1968–1972: Jugoslávská liga ledního hokeje (1. ligová úroveň v Jugoslávii)
- 1973–1975: Jugoslávská liga ledního hokeje (1. ligová úroveň v Jugoslávii)
- 1976–1977: Jugoslávská liga ledního hokeje (1. ligová úroveň v Jugoslávii)
- 1990–1991: Jugoslávská liga ledního hokeje (1. ligová úroveň v Jugoslávii)
- 1991– : Slovenska hokejska liga (1. ligová úroveň ve Slovinsku)
- 2000–2007: Interliga (mezinárodní soutěž)
- 2009–2012: Slohokej Liga (mezinárodní soutěž)
- 2012–2016: Inter-National-League (2. ligová úroveň v Rakousku / mezinárodní soutěž)
- 2017– : International Hockey League (mezinárodní soutěž)

## Účast v mezinárodních pohárech
Zdroj:
Legenda: SP - Spenglerův pohár, EHP - Evropský hokejový pohár, EHL - Evropská hokejová liga, SSix - Super six, IIHFSup - IIHF Superpohár, VC - Victoria Cup, HLMI - Hokejová liga mistrů IIHF, ET - European Trophy, HLM - Hokejová liga mistrů, KP - Kontinentální pohár
- KP 2000/2001 – Předkolo, sk. D (2. místo)
- KP 2001/2002 – Předkolo, sk. C (2. místo)
- KP 2003/2004 – Předkolo, sk. B (4. místo)
- KP 2006/2007 – Předkolo, sk. A (2. místo)
- KP 2007/2008 – 1. kolo, sk. B (3. místo)
- KP 2013/2014 – 2. kolo, sk. C (4. místo)